# 叔孙得臣
叔孙得臣（？—前604年），姬姓，叔孙氏，名得臣，谥庄，又被称为叔孙庄叔，是公孙兹的儿子。鲁文公、鲁宣公时，叔孙得臣为卿。

## 外交活动
前626年，周襄王派遣毛伯卫前来鲁国赐给鲁文公写在竹简上的奖状，叔孙得臣到成周答谢。
前624年春季，因为沈国向楚国顺服，叔孙得臣会合晋国、宋国、陈国、卫国、郑国的军队攻打沈国，沈国的百姓溃散。这年冬季，鲁文公到晋国和晋襄公结盟，晋襄公设享礼招待鲁文公，赋了《菁菁者莪》这首诗。叔孙得臣让鲁文公降阶下拜，说到：“小国在大国接受命令，岂敢对礼仪有所不谨慎？国君赐予我们重大典礼，还有什么比这更高兴的呢？小国的高兴，是大国的恩赐。”
前618年二月，叔孙得臣前去成周参加周襄王的葬礼。

## 以俘命子
叔孙得臣的儿子叔孙豹刚出生的时候，叔孙得臣用《周易》来卜筮，得到《明夷》变成《谦》，他把卦象交给卜楚丘，卜楚丘预言这个孩子会出奔国外，又将会回来继承父亲的亚卿之位。他还会领着一个叫牛的坏人回来，并最终三天不吃饭而饿死。
前616年，鄋瞒进犯齐国和鲁国，鲁文公占卜派叔孙得臣追赶敌人，卦象很吉利，就派他出征。侯叔夏担任叔孙得臣的御戎，绵房甥担任车右，富父终甥担任驷乘。冬季的十月初三，叔孙得臣在咸地打败了狄人，俘获了长狄侨如、虺、豹三名狄人头目，叔孙得臣就以这三个人的名字为自己的三个儿子命名。

## 晚年
前609年，东门襄仲和叔孙得臣前去齐国，这是因为齐惠公即位，同时拜谢齐国前来参加鲁文公的葬礼。
前604年，叔孙得臣去世，他的长子叔孙侨如继立。